# North Hero
North Hero és un poble i seu del Comtat de Grand Isle a l'estat de Vermont dels Estats Units d'Amèrica.

## Demografia
Segons el cens dels Estats Units del 2000 North Hero tenia 810 habitants, 333 habitatges, i 237 famílies. La densitat de població era de 22,8 habitants per km².
Dels 333 habitatges en un 26,7% hi vivien nens de menys de 18 anys, en un 61% hi vivien parelles casades, en un 6,3% dones solteres, i en un 28,8% no eren unitats familiars. En el 19,5% dels habitatges hi vivien persones soles el 5,1% de les quals corresponia a persones de 65 anys o més que vivien soles. El nombre mitjà de persones vivint en cada habitatge era de 2,43 i el nombre mitjà de persones que vivien en cada família era de 2,79.
Per edats la població es repartia de la següent manera: un 21,9% tenia menys de 18 anys, un 4,8% entre 18 i 24, un 26,7% entre 25 i 44, un 34,3% de 45 a 60 i un 12,3% 65 anys o més.
L'edat mediana era de 43 anys. Per cada 100 dones de 18 o més anys hi havia 101 homes.
La renda mediana per habitatge era de 45.577 $ i la renda mediana per família de 51.964 $. Els homes tenien una renda mediana de 36.875 $ mentre que les dones 31.125 $. La renda per capita de la població era de 26.859 $. Entorn del 5,5% de les famílies i el 9% de la població estaven per davall del llindar de pobresa.